# Singapore Premier League 2019
Die Singapore Premier League 2019, aus Sponsorgründen auch AIA Singapore Premier League genannt, war die 2. Spielzeit der höchsten singapurischen Fußballliga seit der Ligareform 2018. Die Saison begann am 2. März 2019 und war am 29. September 2019 beendet.

## Mannschaften
| Mannschaft                 | Standort                    | Stadion                           | Kapazität |
| -------------------------- | --------------------------- | --------------------------------- | --------- |
| Albirex Niigata (Singapur) | Jurong                      | Jurong East Stadium               | 2700      |
| Balestier Khalsa           | Bishan                      | Bishan Stadium                    | 3500      |
| Brunei DPMM FC             | Bandar Seri Begawan, Brunei | Hassanal Bolkiah National Stadium | 28.000    |
| Geylang International      | Tampines                    | Our Tampines Hub                  | 5000      |
| Home United                | Bishan                      | Bishan Stadium                    | 3500      |
| Hougang United             | Kallang                     | Jalan Besar Stadium               | 6000      |
| Tampines Rovers            | Tampines                    | Our Tampines Hub                  | 5000      |
| Warriors FC                | Jurong                      | Jurong East Stadium               | 2700      |
| Young Lions                | Kallang                     | Jalan Besar Stadium               | 6000      |

## Personal
| Mannschaft                 | Trainer         | Mannschaftskapitän |
| -------------------------- | --------------- | ------------------ |
| Albirex Niigata (Singapur) | Keiji Shigetomi | Kyōga Nakamura     |
| Balestier Khalsa           | Marko Kraljević | Zaiful Nizam       |
| Brunei DPMM FC             | Adrian Pennock  | Wardun Yussof      |
| Geylang International      | Mohd Noor Ali   | Yūki Ichikawa      |
| Home United                | Noh Rahman      | Izzdin Shafiq      |
| Hougang United             | Clement Teo     | Zulfahmi Arifin    |
| Tampines Rovers            | Kadir Yahaya    | Shahdan Sulaiman   |
| Warriors FC                | Razif Bin Onn   | Khairul Nizam      |
| Young Lions                | Fandi Ahmad     | Joshua Pereira     |

## Ausländische Spieler
| Mannschaft                 | Spieler 1          | Spieler 1        | Spieler 1       | U21 Spieler 1       | U21 Spieler 2   | U21 Spieler 3 | Ehemalige Spieler            |
| -------------------------- | ------------------ | ---------------- | --------------- | ------------------- | --------------- | ------------- | ---------------------------- |
| Albirex Niigata (Singapur) | Hyrulnizam Juma'at | Noor Akid Nordin | Daniel Martens  | Firas Irwan         | Zamani Zamri    | Gerald Ang    |                              |
| Balestier Khalsa           | Kristijan Krajček  | Šime Žužul       |                 | Sanjin Vrebac       |                 |               |                              |
| Brunei DPMM FC             | Blake Ricciuto     | Charlie Clough   | Andrey Varankow |                     |                 |               |                              |
| Geylang International      | Barry Maguire      | Yūki Ichikawa    |                 | Matthew Palmer      |                 |               | Morteza Safdari Corey Warren |
| Home United                | Isaka Cernak       | Song Ui-young    |                 | Oliver Puflett      |                 |               |                              |
| Hougang United             | Stipe Plazibat     | Kong Ho-won      |                 | Paulin Mbaye        |                 |               | Ramazotti                    |
| Tampines Rovers            | Jordan Webb        | Ryūtarō Megumi   |                 | Zehrudin Mehmedović | Mirza Delimeđac |               |                              |
| Warriors FC                | Jonathan Béhé      | Kento Fukuda     |                 | Ryōsuke Nagasawa    |                 |               |                              |
| Young Lions                |                    |                  |                 |                     |                 |               |                              |

## Abschlusstabelle
| Pl. | Verein                             | Sp. | S  | U | N  | Tore    | Diff. | Punkte |
| --- | ---------------------------------- | --- | -- | - | -- | ------- | ----- | ------ |
| 1.  | Brunei DPMM FC                     | 24  | 15 | 5 | 4  | 051:250 | +26   | 50     |
| 2.  | Tampines Rovers                    | 24  | 12 | 8 | 4  | 052:290 | +23   | 44     |
| 3.  | Hougang United                     | 24  | 13 | 4 | 7  | 058:450 | +13   | 43     |
| 4.  | Albirex Niigata (Singapur) (M) (P) | 24  | 12 | 5 | 7  | 036:250 | +11   | 41     |
| 5.  | Geylang International              | 24  | 10 | 3 | 11 | 041:480 | −7    | 33     |
| 6.  | Home United                        | 24  | 9  | 3 | 12 | 034:460 | −12   | 30     |
| 7.  | Warriors FC                        | 24  | 6  | 5 | 13 | 040:560 | −16   | 23     |
| 8.  | Young Lions                        | 24  | 6  | 4 | 14 | 021:380 | −17   | 22     |
| 9.  | Balestier Khalsa                   | 24  | 4  | 5 | 15 | 037:580 | −21   | 17     |

| Zum Saisonende 2019: |
|  Teilnahme an der ersten Qualifikationsrunde Gruppenphase der AFC Champions League 2020 Teilnahme an der Gruppenphase des AFC Cup 2020 Stand by-Mannschaft zur Teilnahme an der Gruppenphase des AFC Cup 2020 |

| Zum Saisonende 2018: |                                                     |
| (M)                  | Amtierender Meister: Albirex Niigata (Singapur)     |
| (P)                  | Amtierender Pokalsieger: Albirex Niigata (Singapur) |

| Anmerkung: Die ausländischen Vereine Brunei DPMM FC und Albirex Niigata (Singapur) sowie die Young Lions können sich nicht für internationale Spiele qualifizieren. |

## Beste Torschützen
| Platz | Spieler             | Mannschaft                 | Tore |
| ----- | ------------------- | -------------------------- | ---- |
| 1.    | Andrey Varankow     | Brunei DPMM FC             | 21   |
| 2.    | Faris Ramli         | Hougang United             | 16   |
| 3.    | Jordan Webb         | Tampines Rovers            | 15   |
| 4.    | Jonathan Béhé       | Warriors FC                | 12   |
| 5.    | Hazzuwan Halim      | Balestier Khalsa           | 10   |
| 6.    | Stipe Plazibat      | Hougang United             | 9    |
| 6.    | Blake Ricciuto      | Brunei DPMM FC             | 9    |
| 6.    | Gabriel Quak        | Warriors FC                | 9    |
| 6.    | Šime Žužul          | Balestier Khalsa           | 9    |
| 6.    | Fareez Farhan       | Geylang International      | 9    |
| 11.   | Shawal Anuar        | Geylang International      | 8    |
| 11.   | Shahfiq Ghani       | Hougang United             | 8    |
| 13.   | Hiroyoshi Kamata    | Albirex Niigata (Singapur) | 7    |
| 13.   | Kyōga Nakamura      | Albirex Niigata (Singapur) | 7    |
| 13.   | Shahril Ishak       | Home United                | 7    |
| 13.   | Zehrudin Mehmedović | Tampines Rovers            | 7    |

## TOP Assists
| Platz | Name                   | Mannschaft                 | Assists |
| ----- | ---------------------- | -------------------------- | ------- |
| 1.    | Andrey Varankow        | Brunei DPMM FC             | 10      |
| 1.    | Christopher van Huizen | Geylang International      | 10      |
| 1.    | Ryūtarō Megumi         | Tampines Rovers            | 10      |
| 2.    | Šime Žužul             | Balestier Khalsa           | 9       |
| 3.    | Kyōga Nakamura         | Albirex Niigata (Singapur) | 16      |

## Weiße Weste (Clean Sheets)
| Platz | Spieler         | Mannschaft                 | Clean sheets |
| ----- | --------------- | -------------------------- | ------------ |
| 1.    | Wardun Yussof   | Brunei DPMM FC             | 10           |
| 2.    | Kengo Fukudome  | Albirex Niigata (Singapur) | 8            |
| 3.    | Syazwan Buhari  | Tampines Rovers            | 6            |
| 4.    | Nazri Sabri     | Home United                | 5            |
| 5.    | Ridhuan Barudin | Hougang United             | 4            |

## Hattricks
| Spieler         | Verein                | Gegnerischer Verein | Ergebnis | Datum              |
| --------------- | --------------------- | ------------------- | -------- | ------------------ |
| Andrey Varankow | Brunei DPMM FC        | Balestier Khalsa    | 7 : 1    | 13. April 2019     |
| Andrey Varankow | Brunei DPMM FC        | Warriors FC         | 3 : 0    | 14. September 2019 |
| Fareez Farhan   | Geylang International | Hougang United      | 4 : 4    | 15. September 2019 |
| Shahfiq Ghani   | Hougang United        | Brunei DPMM FC      | 4 : 5    | 29. September 2019 |

## Auszeichnungen

### Jährliche Auszeichnungen
| Auszeichnung                | Name                       | Mannschaft     |
| --------------------------- | -------------------------- | -------------- |
| Spieler des Jahres          | Faris Ramli                | Hougang United |
| Nachwuchsspieler des Jahres | Hami Syahin                | Home United    |
| Trainer des Jahres          | Adrian Pennock             | Brunei DPMM FC |
| Fair Play Award             | Albirex Niigata (Singapur) |                |
| Schiedsrichter des Jahres   | Farhan Mohd                |                |

### Monatliche Auszeichnungen

#### Spieler des Monats
| Monat     | Name                   | Mannschaft            |
| --------- | ---------------------- | --------------------- |
| April     | Blake Ricciuto         | Brunei DPMM FC        |
| Mai       | Gabriel Quak           | Warriors FC           |
| Juni      | Shawal Anuar           | Geylang International |
| Juli      | Christopher van Huizen | Geylang International |
| August    | Šime Žužul             | Balestier Khalsa      |
| September | Shahfiq Ghani          | Hougang United        |

#### Nachwuchsspieler des Monats
| Monat     | Name           | Mannschaft                 |
| --------- | -------------- | -------------------------- |
| April     | Kyōga Nakamura | Albirex Niigata (Singapur) |
| Mai       | Kyōga Nakamura | Albirex Niigata (Singapur) |
| Juni      | Zikos Chua     | Geylang International      |
| Juli      | Zikos Chua     | Geylang International      |
| August    | Jacob Mahler   | Young Lions                |
| September | Faizal Raffi   | Warriors FC                |

## Ausrüster und Sponsoren
| Mannschaft                 | Ausrüster | Sponsor           |
| -------------------------- | --------- | ----------------- |
| Albirex Niigata (Singapur) | Mizuno    | Canon             |
| Balestier Khalsa           | Lotto     | Jeep              |
| Brunei DPMM FC             | Lotto     |                   |
| Geylang International      | FBT       | Epson             |
| Home United                | Puma      | Linco Investments |
| Hougang United             | Warrix    |                   |
| Tampines Rovers            | Hummel    | Hyundai Avante    |
| Warriors FC                | Joma      | Rhino Sports      |
| Young Lions                | Nike      |                   |